# Brigitte Thiriet
Brigitte Thiriet (* 11. August 1956) ist eine französische Tischtennisspielerin. Sie gewann bei der Europameisterschaft 1976 Bronze im Doppel.
Thiriet ist Linkshänderin. Sie gewann bei den nationalen französischen Meisterschaften 20 Titel, davon drei im Einzel (1976, 1978, 1986), dreizehn im Doppel (1972, 1973, 1974, 1975, 1976, 1980, 1981, 1983, 1986, 1987, 1988, 1989, 1991) und vier im Mixed (1981, 1982, 1986, 1987). Zwischen 1975 und 1989 nahm sie siebenmal an Weltmeisterschaften teil. Viermal wurde sie für Europameisterschaften nominiert. Dabei war ihr bestes Resultat der Gewinn der Bronzemedaille im Doppel zusammen mit Claude Bergeret bei der EM 1976.
Von 1981 bis 1986 spielte Thiriet in der deutschen Bundesliga beim Verein DSC Kaiserberg, dann kehrte sie nach Frankreich zurück.

## Turnierergebnisse
| Verband | Veranstaltung       | Jahr | Ort        | Land | Einzel     | Doppel        | Mixed         | Team |
| ------- | ------------------- | ---- | ---------- | ---- | ---------- | ------------- | ------------- | ---- |
| FRA     | Europameisterschaft | 1984 | Moskau     | URS  |            | Viertelfinale | Viertelfinale |      |
| FRA     | Europameisterschaft | 1976 | Prag       | TCH  |            | Halbfinale    |               |      |
| FRA     | EURO-TOP12          | 1987 | Basel      | SUI  | 8          |               |               |      |
| FRA     | Mittelmeer-Spiele   | 1979 | Hvar Split | YUG  |            |               |               | 1    |
| FRA     | Weltmeisterschaft   | 1989 | Dortmund   | FRG  | Scratched  | keine Teiln.  | keine Teiln.  | 17   |
| FRA     | Weltmeisterschaft   | 1987 | New Delhi  | IND  | letzte 128 | letzte 32     | letzte 128    |      |
| FRA     | Weltmeisterschaft   | 1985 | Göteborg   | SWE  | letzte 128 | letzte 16     | Qual          | 10   |
| FRA     | Weltmeisterschaft   | 1983 | Tokio      | JPN  | letzte 64  | letzte 16     | letzte 32     | 14   |
| FRA     | Weltmeisterschaft   | 1981 | Novi Sad   | YUG  | letzte 128 | letzte 64     | letzte 64     | 14   |
| FRA     | Weltmeisterschaft   | 1977 | Birmingham | ENG  | letzte 32  | letzte 16     | letzte 32     | 12   |
| FRA     | Weltmeisterschaft   | 1975 | Calcutta   | IND  | letzte 32  | letzte 16     | letzte 64     | 11   |